# Forti
Forti byl italský automobilový tým, v letech 1970 – 1996 jeho vozy závodily v sériích Formule Ford, Formule 3, Formule 3000 a Formule 1.

## Formule Ford, Formule 3
Tým založili v roce 1970 dva obchodníci Guido Forti a Paolo Guerci v Alessandrii a od té doby se jeho monoposty účastnil evropských závodů Formule Ford a Formule 3, díky dobrému vybavení jejich vozy začaly rychle vítězit. V začátcích mezi významné jezdce patřili Franco Forini, Enrico Bertaggia a Gianni Morbidelli, v 80. letech získali několik titulů v italské F3.

## Formule 3000
V roce 1987 přešli do Formule 3000 a do roku 1994 se pravidelně účastnili závodů v této sérii. V roce 1990 získal pro tým první vítězství Gianni Morbidelli. Od roku 1992 Guido Forti pomýšlel na postup do královské disciplíny, Formule 1, pokoušel se dokonce založit dámský tým s Giovannou Amatiovou.

## Formule 1

### 1995
V roce 1995 se naskytla příležitost Fortiho sen, vstupu do F1, uskutečnit. Jejich tehdejší pilot, Pedro Diniz se snažil probojovat do Formule 1 za finanční podpory svého otce, který doma v Brazílii vlastnil řetězec supermarketů.
Tým koupil monoposty GR02, který v roce Formule 1 v roce 1992 používal již zkrachovalý tým Fondmetal, tento vůz zkonstruoval Sergio Rinland pro sezonu 1992 pro tým Brabham, který však nabídku odmítl kvůli nedostatku finančních prostředků. Auta byla tudíž zastaralá a absolutně nekonkurenceschopná, což nedokázaly změnit ani přestavba v létě 1995. Oba piloti Roberto Moreno a Pedro Diniz se pravidelně umisťovali na chvostu závodního pelotonu. Při Grand Prix Argentiny 1995 špičkoví piloti předjeli oba závodníky o celých devět kol. Do Poháru konstruktéru nezískali žádný bod, k tomuto stál tým nejblíže na 7. pozici v posledním závodě.

### 1996
Na konci roku od týmu odešel Pedro Diniz a Forti tak ztratilo finanční zázemí. Do sezony 1996 nastoupili se starým vozem, který byl jen mírně obměněn. Pro oba nové jezdce, Andreu Monterminiho a Luku Badoera se stalo pravidlo 107% při kvalifikaci prakticky nepřekonatelné. V průběhu roku tým opustilo několik klíčových zaměstnanců. Přesto při Grand Prix Španělska 1996 Forti prezentovalo nový monopost FG03 a nového sponzora FinFirst, který se stal spoluvlastníkem stáje, avšak své závazky nesplnil. Při Grand Prix Německa 1996 tým nemohl ani vyjet z boxů, neboť mu automobilka Cosworth odmítala dodat pohonné jednotky. Forti Corse už tentokráte nedokázal najít cestu z krize a jeho pouť královskou třídou skončila.

## Kompletní výsledky ve F1
| Legenda k tabulce | Legenda k tabulce                                                                       |
| Barva             | Výsledek                                                                                |
| ----------------- | --------------------------------------------------------------------------------------- |
| Zlatá             | Vítěz                                                                                   |
| Stříbrná          | 2. místo                                                                                |
| Bronzová          | 3. místo                                                                                |
| Zelená            | Bodované umístění                                                                       |
| Modrá             | Nebodované umístění                                                                     |
| Modrá             | Dokončil neklasifikován (NC)                                                            |
| Fialová           | Odstoupil (Ret)                                                                         |
| Červená           | Nekvalifikoval se (DNQ)                                                                 |
| Červená           | Nepředkvalifikoval se (DNPQ)                                                            |
| Černá             | Diskvalifikován (DSQ)                                                                   |
| Bílá              | Nestartoval (DNS)                                                                       |
| Bílá              | Závod zrušen (C)                                                                        |
| Světle modrá      | Pouze trénoval (PO)                                                                     |
| Světle modrá      | Páteční testovací jezdec (TD)                                                           |
| Bez barvy         | Netrénoval (DNP)                                                                        |
| Bez barvy         | Vyřazen (EX)                                                                            |
| Bez barvy         | Nepřijel (DNA)                                                                          |
| Bez barvy         | Odvolal účast (WD)                                                                      |
| Bez barvy         | Nezúčastnil se (prázdné)                                                                |
| Označení          | Význam                                                                                  |
| Tučnost           | Pole position                                                                           |
| Kurzíva           | Nejrychlejší kolo                                                                       |
| †                 | Jezdec nedojel do cíle, ale byl klasifikován, protože odjel více než 90 % délky závodu. |
| ‡                 | Byl udělován poloviční počet bodů, protože bylo odjeto méně než 75 % délky závodu.      |
| Horní index       | Umístění bodujících jezdců ve sprintu                                                   |

| Rok  | Šasi       | Motor           | Pneu | Jezdci            | 1   | 2   | 3   | 4   | 5   | 6   | 7   | 8   | 9   | 10  | 11  | 12  | 13  | 14  | 15  | 16  | 17  | Body | Umístění |
| ---- | ---------- | --------------- | ---- | ----------------- | --- | --- | --- | --- | --- | --- | --- | --- | --- | --- | --- | --- | --- | --- | --- | --- | --- | ---- | -------- |
| 1995 | FG01       | Ford ED V8      | G    |                   | BRA | ARG | SMR | ESP | MON | CAN | FRA | GBR | GER | HUN | BEL | ITA | POR | EUR | PAC | JPN | AUS | 0    | -        |
| 1995 | FG01       | Ford ED V8      | G    | Pedro Diniz       | 10  | NC  | NC  | Ret | 10  | Ret | Ret | Ret | Ret | Ret | 13  | 9   | 16  | 13  | 17  | Ret | 7   | 0    | -        |
| 1995 | FG01       | Ford ED V8      | G    | Roberto Moreno    | Ret | NC  | NC  | Ret | Ret | Ret | 16  | Ret | Ret | Ret | 14  | Ret | 17  | Ret | 16  | Ret | Ret | 0    | -        |
| 1996 | FG01B FG03 | Ford Zetec-R V8 | G    |                   | AUS | BRA | ARG | EUR | SMR | MON | ESP | CAN | FRA | GBR | GER | HUN | BEL | ITA | POR | JPN |     | 0    | -        |
| 1996 | FG01B FG03 | Ford Zetec-R V8 | G    | Luca Badoer       | DNQ | 11  | Ret | DNQ | 10  | Ret | DNQ | Ret | Ret | DNQ | DNP |     |     |     |     |     |     | 0    | -        |
| 1996 | FG01B FG03 | Ford Zetec-R V8 | G    | Andrea Montermini | DNQ | Ret | 10  | DNQ | DNQ | DNS | DNQ | Ret | Ret | DNQ | DNP |     |     |     |     |     |     | 0    | -        |